# Vuelo 5210 de China Eastern Airlines
El vuelo 5210 de China Eastern Airlines (CES5210 / MU5210), también conocido como el desastre aéreo de Baotou, fue un vuelo desde el aeropuerto de Baotou Erliban en Mongolia Interior, China, al aeropuerto internacional de Shanghái Hongqiao con una escala prevista en el Aeropuerto internacional de Beijing Capital.  El 21 de noviembre de 2004, solo dos minutos después del despegue, el Bombardier CRJ-200ER cayó del cielo y se estrelló contra un lago en el Parque Nanhai, al lado del aeropuerto, matando a las 53 personas a bordo y 2 personas más en tierra.
Una investigación realizada por la Administración de Aviación Civil de China (CAAC) reveló que el avión no había sido descongelado por la tripulación mientras estaba estacionado en la pista.  La acumulación de hielo en las alas causó que el avión perdiera su elevación, causando el choque. Es el accidente más mortal que involucra un Bombardier CRJ100/200.

## Pasajeros y tripulación

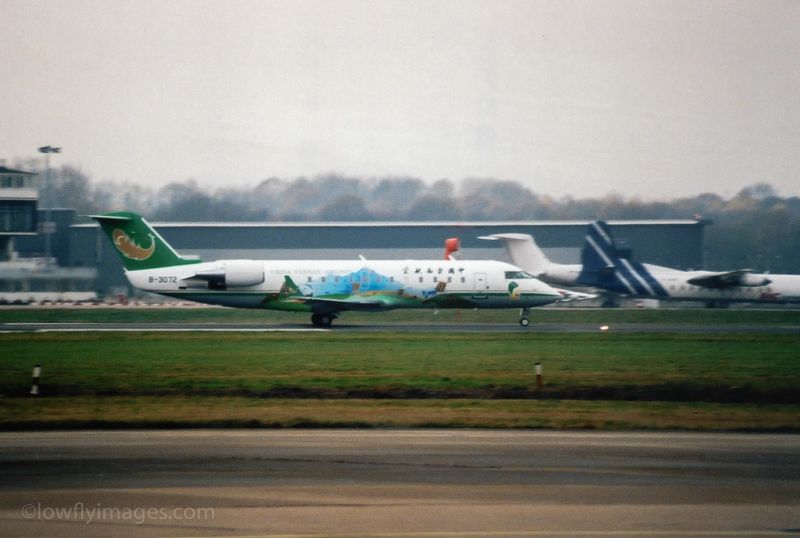
El avión involucrado en el accidente fotografiado en noviembre de 2002.

El 23 de noviembre, el manifiesto de pasajeros del vuelo fue publicado por funcionarios de China Eastern.  De los 47 pasajeros a bordo, 46 eran chinos.  Las autoridades confirmaron que solo había un extranjero a bordo, de Indonesia. Los miembros de la tripulación de vuelo fueron identificados como el Capitán Wang Pin (王 品), el Vice Capitán Yang Guang (杨光) y el Primer Oficial Yi Qinwei (易 沁 炜) más dos asistentes de vuelo y un oficial de seguridad.

## Accidente
El vuelo 5120 fue operado por un Bombardier CRJ-200ER de 2 años y 2 meses, SN 7697, que funcionaba con dos motores General Electric CF34-3B1 que se entregaron en noviembre de 2002, 2 años antes del accidente. El avión despegó a las 08:21 hora local, 15 minutos antes de lo previsto, con 47 pasajeros y 6 miembros de la tripulación. Diez segundos después de despegar, el avión se sacudió durante varios segundos y luego cayó al suelo. El avión se deslizó a través de un parque y se estrelló contra una casa, una estación de venta de boletos y un puerto, incendiando varios yates estacionados. Luego se sumergió en un lago helado. Las 53 personas a bordo y 2 empleados del parque en el suelo murieron en el accidente.

## Búsqueda y rescate
El presidente Hu Jintao, que estaba fuera del país en el momento del desastre, ordenó una operación de rescate inmediata. Más de 100 bomberos fueron enviados al lugar del accidente. También se enviaron al lugar del desastre a 250 agentes de policía, 50 empleados del parque y 20 buzos. Los equipos de rescate tuvieron que atravesar el hielo para recuperar cuerpos. Al final del día, los equipos habían recuperado 36 cuerpos del lago congelado. Según un médico que trabajaba en un hospital cercano, los rescatistas solo habían recuperado los órganos corporales y los intestinos de las víctimas. 
Los esfuerzos de rescate se vieron obstaculizados por las bajas temperaturas. Al día siguiente del accidente, la mayor parte del avión había sido recuperado del lago. Un equipo de expertos en rescate del Buró Marítimo del Ministerio de Comunicaciones también llegó al lugar del accidente el 22 de noviembre. El 24 de noviembre, los investigadores localizaron la grabadora de voz de la cabina y la grabadora de datos de vuelo junto a los pings de radio que emanaron los dispositivos.

## Investigación
Muchos testigos declararon que el avión se sacudió durante varios segundos y luego explotó en el aire.  Según un testigo, se produjo una explosión en la cola del avión.  El humo comenzó a salir del avión antes de que se estrellara contra el parque, convirtiéndose en una bola de fuego, y luego se deslizó a través del parque y hacia el lago.  Otros afirmaron que el avión explotó en "fragmentos de llamas" en el aire antes de estrellarse
El accidente ocurrió solo tres meses después del bombardeo de un Tupolev Tu-154 y un Tupolev Tu-134 sobre Rusia, que mató a un total de 90 personas.  En ese momento, los investigadores de los bombardeos rusos encontraron rastros de explosivos a bordo de los dos aviones.  Sin embargo, los investigadores en el accidente del vuelo 5120 declararon que no encontraron ninguna evidencia de terrorismo, según la agencia estatal de noticias Xinhua. 
El tiempo en el momento del accidente era bueno, aunque la temperatura era inferior a 0 °C.  La hipótesis resultante de que las partículas de hielo en el combustible causaron el desastre fue refutada más tarde.
La investigación adicional reveló que el avión del accidente había sido estacionado durante la noche en el aeropuerto de Baotou en climas fríos, causando que se formara una capa de escarcha en su exterior.  El avión tampoco fue descongelado antes del vuelo.  Durante el despegue, la contaminación por heladas degradó severamente el rendimiento aerodinámico y, a medida que el avión giraba, entró en una entrada en pérdida la cual la tripulación de vuelo no pudo recuperarse.

## Consecuencias
En 2006, doce empleados de China Eastern Airlines fueron responsables del accidente y recibieron castigo administrativo.
China Eastern ya no opera la ruta del accidente. Todos los vuelos entre Baotou y Shanghái ahora son operados por su subsidiaria Shanghái Airlines como los vuelos 9438 y 9136 (a Pudong).  El vuelo número 5210 fue reasignado a un vuelo Shantou-Shanghái.